# Lacépède
Lacépède är en kommun i departementet Lot-et-Garonne i regionen Nouvelle-Aquitaine i sydvästra Frankrike. Kommunen ligger i kantonen Prayssas som tillhör arrondissementet Agen. År 2022 hade Lacépède 316 invånare.

## Befolkningsutveckling
Antalet invånare i kommunen Lacépède
| Referens: INSEE |